# Colombia op de Olympische Zomerspelen 1996
Colombia nam deel aan de Olympische Zomerspelen 1996 in Atlanta, Verenigde Staten.

## Deelnemers

### Atletiek
| Olympiër                                                       | Discipline            | Resultaat | Prestatie                                         |
| -------------------------------------------------------------- | --------------------- | --------- | ------------------------------------------------- |
| William Roldán                                                 | 5000m (m)             | 34e       | serie 1: 10de in 14.39,50                         |
| Herder Vázquez                                                 | 10000m (m)            | 41e       | serie 1: 20ste in 33.26,15                        |
| Carlos Grisales                                                | marathon (m)          | 11e       | 2:15.56                                           |
| Julio Hernández                                                | marathon (m)          | 102e      | 2:41.56                                           |
| Héctor Moreno                                                  | 20km snelwandelen (m) | DNF       | niet gefinisht                                    |
| Héctor Moreno                                                  | 50km snelwandelen (m) | 16e       | 3:54.57                                           |
| Gilmar Mayo                                                    | hoogspringen (m)      | 21e       | kwalificatie groep B: 11de met 2,26m              |
|                                                                |                       |           |                                                   |
| Zandra Borrero                                                 | 100m (v)              | 37e       | serie 5: 5de in 11,62                             |
| Mirtha Brock                                                   | 100m (v)              | 43e       | serie 3: 7de in 11,83                             |
| Felipa Palacios                                                | 200m (v)              | 41e       | serie 3: 7de in 24,12                             |
| Patricia Rodríguez                                             | 200m (v)              | 27e       | serie 1: 4de in 23,13 kwartfinale 4: 6de in 23,50 |
| Ximena Restrepo                                                | 400m (v)              | DNF       | serie 4: niet gefinisht                           |
| Zandra Borrero Mirtha Brock Felipa Palacios Patricia Rodríguez | 4x100m (v)            | 9e        | serie 1: 4de in 44,16                             |
| Iglandini González                                             | marathon (v)          | 22e       | 2:35.45                                           |
| Zuleima Aramendiz                                              | speerwerpen (v)       | 28e       | kwalificatie groep B: 14de met 54,24m             |

### Boksen
| Olympiër       | Discipline  | Resultaat | Prestatie |
| -------------- | ----------- | --------- | --- |
| Beibis Mendoza | -48kg (m)   | 9e        | 1ste ronde: W van CAN Figliomeni: 12-1 2de ronde: V van UKR Kiryukhin: 6-18                                                          |
| Daniel Reyes   | -51kg (m)   | 5e        | 1ste ronde: W van ETH Behonen: 16-2 2de ronde: W van SYR Falah: 15-13 kwartfinale: V van RUS Pakeyev: scheidsrechterlijke beslissing |
| Marcos Vernal  | -54kg (m)   | 17e       | 1ste ronde: V van MAR Nafil: 3-16 |
| Dario Esalas   | -63,5kg (m) | 17e       | 1ste ronde: V van SEY Le Gras: 12-26                                                                                                 |

### Gewichtheffen
| Olympiër              | Discipline | Resultaat | Prestatie                                                          |
| --------------------- | ---------- | --------- | ------------------------------------------------------------------ |
| Nelson Castro         | -54kg (m)  | 16e       | trekken: 14de met 105kg stoten: 16de met 130kg totaal: 235kg       |
| Juan Carlos Fernández | -54kg (m)  | 8e        | trekken: 9de met 110kg stoten: 5de met 145kg totaal: 255kg         |
| Roger Berrio          | -64kg (m)  | 26e       | trekken: 23ste met 122,5kg stoten: 22ste met 155kg totaal: 277,5kg |
| Álvaro Velasco        | -76kg (m)  | 12e       | trekken: 16de met 145kg stoten: 10de met 180kg totaal: 325kg       |
| Deivan Valencia       | -99kg (m)  | 18e       | trekken: 20ste met 152,5kg stoten: 15de met 195kg totaal: 347,5kg  |

### Paardensport
| Olympiër         | Discipline     | Resultaat      | Prestatie |
| Springconcours   | Springconcours | Springconcours | Springconcours |
| ---------------- | -------------- | -------------- | --- |
| Alejandro Davila | individueel    | DNF            | kwalificatie: 1ste ronde: 68ste met 16 strafpunten 2de ronde: 72ste met 36,25 strafpunten                                                       |
| Manuel Torres    | individueel    | 40e            | kwalificatie: 1ste ronde: 58ste met 12 strafpunten 2de ronde: 42ste met 12 strafpunten 3de ronde: 1ste met 0 strafpunten totaal: 24 strafpunten |

### Schermen
| Olympiër        | Discipline | Resultaat | Prestatie                                                                               |
| --------------- | ---------- | --------- | --------------------------------------------------------------------------------------- |
| Juan Miguel Paz | degen (m)  | 41e       | 1ste ronde: V van USA Carpenter: 11-15                                                  |
| Mauricio Rivas  | degen (m)  | 13e       | 1ste ronde: vrij 2de ronde: W van USA Carpenter: 15-9 3de ronde: V van FRA Henry: 11-15 |

### Schietsport
| Olympiër       | Discipline              | Resultaat | Prestatie                                             |
| -------------- | ----------------------- | --------- | ----------------------------------------------------- |
| Bernardo Tovar | 50m pistool (m)         | 16e       | kwalificatie: 16de met 558 punten (89-95-87-95-96-96) |
| Bernardo Tovar | 25m snelvuurpistool (m) | 23e       | kwalificatie: 23ste met 565 punten (279-286)          |
| Bernardo Tovar | 10m luchtpistool (m)    | 19e       | kwalificatie: 19de met 577 punten (95-93-97-98-96-98) |
| Danilo Caro    | trap (m)                | 31e       | kwalificatie: 31ste met 118 punten (72-46)            |

### Wielersport
| Olympiër                                             | Discipline               | Resultaat | Prestatie                      |
| Baan                                                 | Baan                     | Baan      | Baan                           |
| ---------------------------------------------------- | ------------------------ | --------- | ------------------------------ |
| Marlon Pérez                                         | puntenkoers (m)          | DNF       | niet gefinisht                 |
| Jhon García Yovani López Marlon Pérez José Velásquez | ploegenachtervolging (m) | 17e       | kwalificatie: 17de in 4.26,400 |
| Mountainbike                                         |                          |           |                                |
| Jhon Arias                                           | mannen                   | 23e       | 2:42.04                        |
| Juan Arias                                           | mannen                   | 34e       | 2:50.44                        |
| Weg                                                  |                          |           |                                |
| Dubán Ramírez                                        | tijdrit (m)              | 29e       | 1:11.18                        |
| Javier Zapata                                        | tijdrit (m)              | 37e       | 1:15.09                        |
| Óscar Giraldo                                        | wegwedstrijd (m)         | 86e       | 4:56.50                        |
| Ruber Marín                                          | wegwedstrijd (m)         | 47e       | 4:56.45                        |
| Raúl Montana                                         | wegwedstrijd (m)         | DNF       | niet gefinisht                 |
| Dubán Ramírez                                        | wegwedstrijd (m)         | DNF       | niet gefinisht                 |
| Javier Zapata                                        | wegwedstrijd (m)         | 84e       | 4:56.50                        |
|                                                      |                          |           |                                |
| Maritza Corredor                                     | tijdrit (v)              | 24e       | 42.06                          |
| Maritza Corredor                                     | wegwedstrijd (v)         | DNF       | niet gefinisht                 |

### Worstelen
| Olympiër             | Discipline  | Resultaat   | Prestatie                                                                |
| Vrije stijl          | Vrije stijl | Vrije stijl | Vrije stijl                                                              |
| -------------------- | ----------- | ----------- | ------------------------------------------------------------------------ |
| José Manuel Restrepo | -48kg (m)   | 15e         | 1ste ronde: V van ARM Mkrtchyan: 0-10 2de ronde: V van MKD Sokolov: 4-15 |
| Grieks-Romeins       |             |             |                                                                          |
| José Uber Escobar    | -68kg (m)   | 21e         | 1ste ronde: V van USA Smith: 1-6 2de ronde: V van ARM Manukyan: 0-12     |
| Juan Diego Giraldo   | -100kg (m)  | 17e         | 1ste ronde: V van UKR Saldadze: 0-4 2de ronde: V van VEN Suárez: 0-3     |

### Zwemmen
| Olympiër           | Discipline           | Resultaat | Prestatie                                                  |
| ------------------ | -------------------- | --------- | ---------------------------------------------------------- |
| Diego Perdomo      | 100m vrije slag (m)  | 54e       | serie 2: 6de in 53,01                                      |
| Alejandro Bermúdez | 400m vrije slag (m)  | 21e       | serie 2: 1ste in 3.57,45 (NR)                              |
| Mauricio Moreno    | 100m schoolslag (m)  | 32e       | serie 2: 2de in 1.05,22                                    |
| Diego Perdomo      | 100m vlinderslag (m) | 30e       | serie 6: 7de in 55,08                                      |
| Armando Serrano    | 200m wisselslag (m)  | 33e       | serie 1: 3de in 2.09,67                                    |
| Alejandro Bermúdez | 400m wisselslag (m)  | 13e       | serie 2: 6de in 4.27,97 (NR) finale B: 5de in 4.26,64 (NR) |
|                    |                      |           |                                                            |
| Isabel Ceballos    | 100m schoolslag (m)  | 38e       | serie 1: 3de in 1.14,75                                    |
| Isabel Ceballos    | 200m schoolslag (m)  | 30e       | serie 2: 2de in 2.36,94                                    |

Afghanistan · Albanië · Algerije · Amerikaanse Maagdeneilanden · Amerikaans-Samoa · Andorra · Angola · Antigua‑Barbuda · Argentinië · Armenië · Aruba · Australië · Azerbeidzjan · Bahama's · Bahrein · Bangladesh · Barbados · België · Belize · Benin · Bermuda · Bhutan · Bolivia · Bosnië en Herzegovina · Botswana · Brazilië · Britse Maagdeneilanden · Brunei · Bulgarije · Burkina Faso · Burundi · Cambodja · Canada · Centraal-Afrikaanse Republiek · Chili · China · Chinees Taipei · Colombia · Comoren · Congo-Brazzaville · Cookeilanden · Costa Rica · Cuba · Cyprus · Denemarken · Djibouti · Dominica · Dominicaanse Republiek · Duitsland · Ecuador · Egypte · El Salvador · Equatoriaal-Guinea · Estland · Ethiopië · Fiji · Filipijnen · Finland · Frankrijk · Gabon · Gambia · Georgië · Ghana · Grenada · Griekenland · Groot-Brittannië · Guam · Guatemala · Guinee · Guinee-Bissau · Guyana · Haïti · Honduras · Hongarije · Hongkong · Ierland · IJsland · India · Indonesië · Irak · Iran · Israël · Italië · Ivoorkust · Jamaica · Japan · Jemen · Joegoslavië · Jordanië · Kaaimaneilanden · Kaapverdië · Kameroen · Kazachstan · Kenia · Kirgizië · Koeweit · Kroatië · Laos · Lesotho · Letland · Libanon · Liberia · Libië · Liechtenstein · Litouwen · Luxemburg ·  Macedonië · Madagaskar · Malawi · Malediven · Maleisië · Mali · Malta · Marokko · Mauritanië · Mauritius · Mexico · Moldavië · Monaco · Mongolië · Mozambique · Myanmar · Namibië · Nauru · Nederland · Nederlandse Antillen · Nepal · Nicaragua · Nieuw-Zeeland · Niger · Nigeria · Noord-Korea · Noorwegen · Oeganda · Oekraïne · Oezbekistan · Oman · Oostenrijk · Pakistan · Palestina · Panama · Papoea-Nieuw-Guinea · Paraguay · Peru · Polen · Portugal · Puerto Rico · Qatar · Roemenië · Rusland · Rwanda · Saint Kitts en Nevis · Saint Lucia · Saint Vincent en Grenadines · Salomonseilanden · Samoa · San Marino · Sao Tomé en Principe · Saoedi-Arabië · Senegal · Seychellen · Sierra Leone · Singapore · Slovenië · Slowakije · Soedan · Somalië · Spanje · Sri Lanka · Suriname · Swaziland · Syrië · Tadzjikistan · Tanzania · Thailand · Togo · Tonga · Trinidad en Tobago · Tsjaad · Tsjechië · Tunesië · Turkije · Turkmenistan · Uruguay · Vanuatu · Venezuela · Verenigde Arabische Emiraten · Verenigde Staten · Vietnam · Wit-Rusland · Zaïre · Zambia · Zimbabwe · Zuid-Afrika · Zuid-Korea · Zweden · Zwitserland